# Jérôme de Noirmont
Pour les articles homonymes, voir Noirmont (homonymie).
Jérôme de Noirmont, né le 21 avril 1963 à Paris, est un producteur d'art contemporain, ayant commencé sa carrière comme galeriste à Paris. 

## Biographie

### Carrière de galeriste
Jérôme de Noirmont (issu de la famille Dunoyer de Noirmont) et son épouse Emmanuelle (née Fraikin) ouvrent la Galerie Jérôme de Noirmont le 6 octobre 1994 à Paris, aux 36-38 avenue Matignon dans le 8e arrondissement. Leur galerie représente des artistes d'horizons variés de la création contemporaine, de jeunes talents émergents aussi bien que des artistes très renommés, tels que Shoja Azari, Jean-Michel Basquiat, Valérie Belin, Francesco Clemente, George Condo, David McDermott et Peter McGough, Claudine Drai, Anh Duong, Eva & Adele, Futura 2000, Keith Haring, Fabrice Hybert, Jeff Koons, David Mach, Brigitte Nahon, Shirin Neshat, A. R. Penck, Pierre et Gilles, Jean-Pierre Raynaud, Bettina Rheims, Benjamin Sabatier, Marjane Satrapi, Bernar Venet, Andy Warhol, Yi Zhou. 
En 2000, la Galerie Jérôme de Noirmont produit et expose pour la première fois au monde, à Avignon au Palais des Papes dans le cadre de l’exposition « La Beauté in Fabula » dont Jean de Loisy est le commissaire, le Split-Rocker de Jeff Koons. 
Le 21 mars 2013, ils annoncent la fermeture de leur galerie à l’issue de l’exposition de Marjane Satrapi, due au « mauvais contexte politique, économique et social de la France d’aujourd’hui, doublé d’un climat idéologique malsain et une pression fiscale étouffante qui obère toute perspective d’avenir pour le marché de l’art en France » et qui contrecarre leurs projets de développement dans un marché international de l’art en pleine mutation.

### Carrière de producteur artistique
Entre 2012 et 2013, ils montent plusieurs opérations caritatives pour sauver l’immense fresque de Keith Haring de l'hôpital Necker. Cette œuvre, restaurée, deviendra en 2017 un emblème du renouveau de Necker après sa rénovation. 
En avril 2015, Emmanuelle et Jérôme de Noirmont créent Noirmontartproduction, toujours installé au 36 avenue Matignon, une entité vouée à la production d’art contemporain, autour d’œuvres monumentales et d’expositions exceptionnelles. Forts de leurs expériences antérieures de production du Split-Rocker de Jeff Koons à la vidéo Rapture de Shirin Neshat, ils mettent aujourd’hui ce savoir-faire au profit des galeries et des institutions. Le Panorama d’Eva Jospin exposé dans la Cour carrée du Louvre du 12 avril au 28 août 2016 et le Bouquet de Tulipes de Jeff Koons, installé en 2019 dans le Jardin  des Champs-Élysées, en sont des exemples.

### Autres activités
Ancien membre du comité de stratégie de l’Arte Fiera Bologna (la foire d’art contemporain de Bologne) et du comité export de Cultures France, Jérôme de Noirmont a par ailleurs été commissaire des expositions Basquiat au centre culturel de l’Espal au Mans et « Keith Haring-Made in France », au musée Maillol à Paris en 1999. Récemment dans le cadre d’apport d’expositions « clés en main », il a organisé  « Keith Haring Affiches vintage » au Quartier libre Sig à Genève (2015). 

## Distinction
- 2011 :  Chevalier de l'ordre des Arts et des Lettres[9]